# Ostanes pristis
Ostanes pristis là một loài nhện trong họ Thomisidae.
Loài này thuộc chi Ostanes. Ostanes pristis được Eugène Simon miêu tả năm 1895.